# لاين أندرسون (لاعب كريكت)
لاين أندرسون (24 أبريل 1960 - ) (بالإنجليزية: Iain Anderson)‏ هو لاعب كريكت بريطاني.